# Janusz Mikołaj Szymański
Janusz Mikołaj Szymański (ur. 6 grudnia 1938 w Warszawie, zm. 23 marca 1998 tamże) – kolekcjoner ekslibrisów i książek, wydawca, bibliofil.

## Elementy biograficzne
W roku 1968 ukończył studia na Wydziale Chemii Uniwersytetu Warszawskiego i pracował jako chemik ceramik w Instytucie Szkła i Ceramiki w Warszawie. W roku 1973 otrzymał stopień doktora nauk technicznych po obronie pracy doktorskiej w Instytucie Chemii Budowlanej.
W roku 1962 zaczął kolekcjonować ekslibrisy. Stworzył znakomitą kolekcję ekslibrisu polskiego (25 000 księgoznaków) i obcego (10 000 księgoznaków). Zbiór gromadzony był według grafików i katalogowany na bieżąco według właścicieli ekslibrisów. Była to jedna z największych i najlepiej opracowanych prywatnych kolekcji ekslibrisów. Od roku 1999, zgodnie z testamentem, cała kolekcja ekslibrisu polskiego znajduje się w Zakładzie Narodowym im. Ossolińskich we Wrocławiu i Bibliotece Publicznej Miasta Stołecznego Warszawy. Nieodłączną część zbiorów ekslibrisów i grafiki stanowił bardzo interesujący i bogaty księgozbiór specjalistyczny (wydawnictwa ekslibrisowe polskie i obce, czasopisma ekslibrisowe polskie i zagraniczne, wydawnictwa bibliologiczno-bibliofilskie).

## Działalność wydawnicza
W 1963 roku wydał, na prawach rękopisu, swój pierwszy artykuł "Trzy ekslibrisy kserograficzne". Dwa lata później ukazała się w nakładzie 40 egz. numerowanych teka "Ekslibrisy Antoniego Gołębniaka". W latach 70’, przy pomocy duńskiego wydawnictwa „Exlibristen” należącego do znanego duńskiego kolekcjonera Klausa Roedla, wydał 2 teki oryginalnych ekslibrisów wykonanych w technice drzeworytu przez A.I. Kałasznikowa oraz W. Łuczaka.
W roku 1985 Janusz Szymański i artysta grafik Wojciech Łuczak utworzyli nieformalne wydawnictwo „WJ” (Wojtek-Janusz), a pomysłodawcą i inspiratorem przedsięwzięcia, które miało być praktyczną dokumentacją ekslibrisu współczesnego, był Janusz Szymański. W nakładzie 100 numerowanych egzemplarzy ukazały się starannie wydane albumy: "15 ekslibrisów drzeworytowych Wojciecha Łuczaka" (1985), "Ekslibrisy Wojciecha Łuczaka dla Barbary i Janusza Szymańskich" (1986), "14 ekslibrisów drzeworytowych Wojciecha Łuczaka" (1989) oraz "In memoriam amici polonorum Andor Semsey" (1989). Na szczególne odnotowanie zasługują dwa albumy "Ekslibrisy wklęsłodrukowe Henryka Feilhauera" (1986) i "Ekslibrisy Eugeniusza Stankiewicza „Getasa”" (1993), bowiem zawierają one prócz oryginalnych odbitek ekslibrisów także pełne spisy prac obu artystów. Brał udział w wydaniu i napisał wstęp do teki dziesięciu grafików europejskich wydanych w Sapporo w 1991 r.
W roku 1990 narodziło się największe dzieło Janusza Szymańskiego, które zapewniło mu trwałe miejsce w annałach polskiego bibliofilstwa i kolekcjonerstwa – wydawany własnym sumptem, osobiście redagowany i formowany introligatorsko półrocznik "el". W latach 1990–1997 wydał 15 numerów tego czasopisma, w których zamieścił 16 własnych artykułów, oraz udostępnił jego łamy dla prezentacji twórczości poszczególnych artystów grafików, dorobku ekslibrisowego różnych środowisk graficznych (krakowskiego, łódzkiego, poznańskiego, wrocławskiego i toruńskiego) oraz przypominania tradycji polskiego znaku książkowego. "el", wydawany w języku polskim i niemieckim, dla polskich i zagranicznych prenumeratorów, jest wzorem doskonale redagowanego czasopisma ekslibrisowego, promującego artystyczne ekslibrisy, rugującego tandetę szkodzącą ambitnemu zbieractwu, a wreszcie integrującego artystów i kolekcjonerów.
Nie szczędził krytycznych uwag nieudolnej amatorszczyźnie panoszącej się nie tylko w środowisku polskich kolekcjonerów ekslibrisów i dawał temu wyraz w swoich publikacjach na łamach "Kolekcjonera Polskiego", "Przeglądu Księgarskiego i Wydawniczego", magazynu "Razem" oraz w kilku zagranicznych czasopismach ekslibrisowych (NET, Graphia). Był członkiem Międzynarodowego Komitetu Redakcyjnego czasopisma "Bookplate International" (Londyn 1994-97).
J. M. Szymański zamieszczał od 1994 r. w miesięczniku informacyjnym "Wydawca" artykuły pod wspólnymi tytułami: "Ekslibrisy ze zbiorów Janusza Mikołaja Szymańskiego" i "Szlachetne techniki graficzne". Cykl pierwszy składa się z 36 artykułów zawierających wszelkiego rodzaju ciekawostki o ludziach, ich ekslibrisach, o twórcach i ich pracach, o spotkaniach ciekawych, a czasem zaskakujących, o interesujących a rzadkich wydarzeniach, o ciekawych odkryciach w swych przepastnych szufladach. Każdy artykuł ilustrowany był odpowiednim ekslibrisem. W drugim cyklu "Szlachetne techniki graficzne" ujawnił erudycję i wysoki poziom znajomości zagadnień warsztatowych. W 19 artykułach wyjaśniał techniki drzeworytu langowego i sztorcowego, linorytu, druku wklęsłego, miedziorytu rylcem i suchorytu.

## Działalność wystawiennicza
Pierwszą indywidualną wystawę z własnej kolekcji J. M. Szymański zorganizował w Pałacu Kazimierzowskim na Uniwersytecie Warszawskim w marcu 1964 r. Również z własnej kolekcji przygotował kilkanaście wystaw w Warszawie, Białymstoku, Inowrocławiu, Toruniu, Wałbrzychu, Słupsku i Szczawnie Zdroju. Prezentował na nich współczesne ekslibrisy polskie, japońskie, litewskie, rosyjskie oraz indywidualne zestawy znaków książkowych Anatolija Kałasznikowa z Moskwy oraz Vincasa Kisarauskasa i Antanasa Kmielauskasa z Wilna. 
W roku 1985 zwiastunem jego nowych zainteresowań była wystawa "Ewolucja techniki miedziorytniczej w ekslibrisie polskim XVII-XX wieku", pokazana w Bochni i powtórzona w 1986 roku w Warszawie na zamku Królewskim z okazji VIII Walnego Zjazdu Delegatów Towarzystwa Przyjaciół Książki. Fascynacja warsztatem graficznym zaowocowała kolejnymi wystawami. W 1987 r. w ramach ekspozycji "Z Kolekcjonerskiej Teki" przygotował wystawę jako imprezę towarzyszącą Ogólnopolskiemu Zjazdowi Bibliofilów w Łodzi. Zaprezentował na niej projekty, kolejne stany, warianty kolorystyczne i odbitki końcowe ekslibrisów Bogusława Brandta, Czesława Borowczyka, Henryka Feilhauera, Eugeniusza Geta-Stankiewicza i Antanasa Kmielauskasa. W 1994 r. na wystawie autorskiej prac Henryka Feilhauera Janusz Mikołaj Szymański pokazał miedzioryty in statu nascendi tego autora, potwierdzając wyjątkowy charakter swej niezwykle bogatej kolekcji ekslibrisu. Ukoronowaniem jego działalności wystawienniczej była II Wystawa Polskiego Ekslibrisu Wojskowego, której J. M. Szymański był inicjatorem, organizatorem i komisarzem. Ekspozycji zaprezentowanej w końcu 1997 r. w Bibliotece Narodowej w Warszawie towarzyszył starannie wykonany katalog – monumentalne dzieło J. M. Szymańskiego, dokumentalisty i historyka polskiego ekslibrisu.

## Przynależność i działalność w towarzystwach bibliofilsko-ekslibrisowych
Janusz Szymański był członkiem lub działał we władzach m.in. Koła Miłośników Ekslibrisu przy Polskim Towarzystwie Archeologicznym w Warszawie, Towarzystwa Przyjaciół Książki, Spolek Sberatelu a Přatel Exlibris (Praha, Czechosłowacja). Od 1976 r. był też członkiem Międzynarodowego Stowarzyszenia Miłośników Ekslibrisu (FISAE) i brał udział w międzynarodowych kongresach tego Stowarzyszenia.

## Udział w pracach jury
Janusz Szymański zasiadał w jury Ogólnopolskiej Pokonkursowej Wystawy Ekslibrisów (Rawicz 1985,1986,1987,1988), Międzynarodowego Biennale Ekslibrisu Współczesnego (Malbork 1986,1990,1992,1994,1996,1998), Międzynarodowego Biennale Małej Formy Graficznej i Ekslibrisu (Ostrów Wielkopolski 1993,1995,1997), Międzynarodowej Wystawy Małych Form Grafiki Kontakt’93 (Toruń 1993), Międzynarodowej Wystawy Małych Form Grafiki Warsztat (Toruń 1994), Ekslibrisu Wrocławskiego i Małych Form Grafiki (Wrocław 1997).